# Dacrydium medium
Dacrydium medium (сангу) — вид хвойних рослин родини подокарпових.
Видовий епітет вказує, що цей вид знаходиться посередині між двома іншими видами.

## Опис
Чагарник або маленьке, часто хирляве дерево 1 м, але іноді сягає до 20 м заввишки. Кора луската, коричнева. Листки молодих дерев, довжиною до 20 мм, ланцетні, шириною до 0.6 мм, товщиною 0.3 мм. Дорослих дерев листки загострені, лінійно-ланцетні, 3–6 мм завдовжки, 0.5–0.6 мм шириною, товщиною 0.3 мм. Пилкові шишки 7–9 мм завдовжки, 2.5 мм в діаметрі. Насіннєві шишки завдовжки ≈ 3 мм, при дозріванні червонуватого кольору; насіння прикрите частково. Від коричневого до чорного кольору насіння довжиною близько 5 мм, яйцеподібне, одне на шишку.

## Поширення, екологія
Країни поширення: Індонезія (Суматра); Малайзія (півострів Малайзія). Росте в основному на гірських вершинах і гірських хребтах на землях з низькою, зубожілою рослинністю на бідних ґрунтах. Ґрунти в цих місцях часто дуже дрібні і скелясті. Висота проживання варіюється між 1350 м і 2100 м над рівнем моря. Це або чагарники або невеликі дерева, що підносяться над довколишньою рослинністю, в яких Myrtaceae (наприклад, Baeckea і Leptospermum) є найбільш поширеними. Рідше розкидані дерева, що ростуть в лісі під гірськими хребтами, де вони можуть рости вище, оскільки вони світлолюбні.

## Використання
Використання не записане для цього виду.

## Загрози та охорона
Сильно фрагментовані і малі субпопуляції схильні до таких порушень, як вогонь. Принаймні, два з дев'яти місць розташування знаходяться під загрозою, тому що вони знаходяться в межах або в безпосередній близькості від розробок для туризму. Принаймні, одне з місць, знаходиться в межах території, що охороняється (Гунунг Леузер на Суматрі).